# Балка Садова (пам'ятка природи)
Балка Садова — ботанічна пам'ятка природи місцевого значення. Пам'ятка природи розташована східніше села Зелений Гай Синельниківського району Дніпропетровської області.
Площа — 25,7 га, створено у 1985 році.